# Хмелюк Василь Михайлович
Васи́ль Миха́йлович Хмелю́к (фр. Vasyl Khmeluk, * 3 липня 1903, с. Березівка, Жмеринський район, Вінницька область — † 2 листопада 1986, Париж) — український художник-постімпресіоніст і поет.
Твори Хмелюка: квіти, натюрморти, краєвиди, портрети в яскравих контрастних кольорах.

## Біографія
Василь Хмелюк народився у селі Березівці під Жмеринкою 3 липня 1903 року в родині інженера та домогосподарки.
Учасник українських визвольних змагань 1917–1920 років.
Вищу освіту здобув у Краківській академії мистецтв (1921–1923; у Владислава Яроцького), в Карловому університеті (Прага, 1926–1927) і в Українській Студії Пластичного Мистецтва (Прага, 1928, клас Сергія Мако).
Був членом Асоціації незалежних українських митців (АНУМ).
В 1925 р. входив у літературну групу "Жовтневе коло", створену другом Антіном Павлюком.
З 1928 жив у Парижі, де став однією з центральних постатей мистецького життя французької столиці.
1932 — мав персональну виставку в галереї «Молода Європа» в Парижі.
Паризький професор Ш. Кюнстлер писав про В. Хмелюка:
|  | Його ім'я відоме найбільшим колекціонерам світу (вони пишаються набутими полотнами Хмелюка). Його праці представлені в музеях Люцерна, Лондона і Стокгольма. Ми вдячні Амбруазу Воллару, який ввів митця в паризький мистецький світ. |

Завдяки своєму таланту В.Хмелюк мав змогу виставляти свої твори у відомих паризьких галереях, залах престижного Інституту Тіссена. Не зважаючи на фінансову післявоєнну сутужність, французький уряд закуповував твори українського парижанина.
Творчістю Хмелюка зацікавилися визначні колекціонери: А. Волляр, С. Шукін та ін., що вможливило йому виставляти твори у відомих паризьких ґалереях: 1933–1936 — у Вольмана, А. Пуае; в Англії, Італії й Швейцарії.
1942 — мав велику виставку в залях Інституту Тіссен.
З 1943 постійно виставлявся у ґалереї Дюран-Рюеля, яка організувала йому виставки в Парижі, Нью-Йорку й інших містах.

## Доробок Хмелюка-художника
Серед творів Хмелюка — портрети гетьманів, козацької старшини (1934), «Молода жінка» (1935), «Моделька» (1935), «Портрет Мініха» (кінець 1930-х рр.), «Вечір на півдні» (1940), «Натюрморт» (1940), «Блазень у синьому» (1949), «Краєвид над морем» (1949), «Концерт» (1951) та інші.
Брав активну участь у житті української мистецької колонії в столиці Франції. До його кола належали Олекса Грищенко, брати Вирсти, Михайло Андрієнко та багато інших.
Твори митця зберігаються в музеях Лондона, Парижа, Нью-Йорка, Філадельфії, Мюнхена, Торонто, Стокгольма, Львова, Люцерна, в ґалереї Оксфордського університету і в приватних колекціонерів.

## Літературна творчість
Автор поетичних збірок «Гін» (1926), «Осіннє сонце» (1928), «1928. 1926. 1923» (1928).
Окремі видання:
- Хмелюк В. Гін. Збірка поезій. -Прага, 1926. — 16 c.
- Хмелюк В. Осіннє сонце. Збірка поезій. — Прага, 1928. — 32 с.
- Хмелюк В. 1928. 1926. 1923. — Прага, 1928. — 50 с.
- Хмелюк В. Поезії. Малярство /Серія Тараса Салиги «Розсипані перли». — Ужгород: Ґражда, 2011.- 280 с.